# Geografia de Ruanda

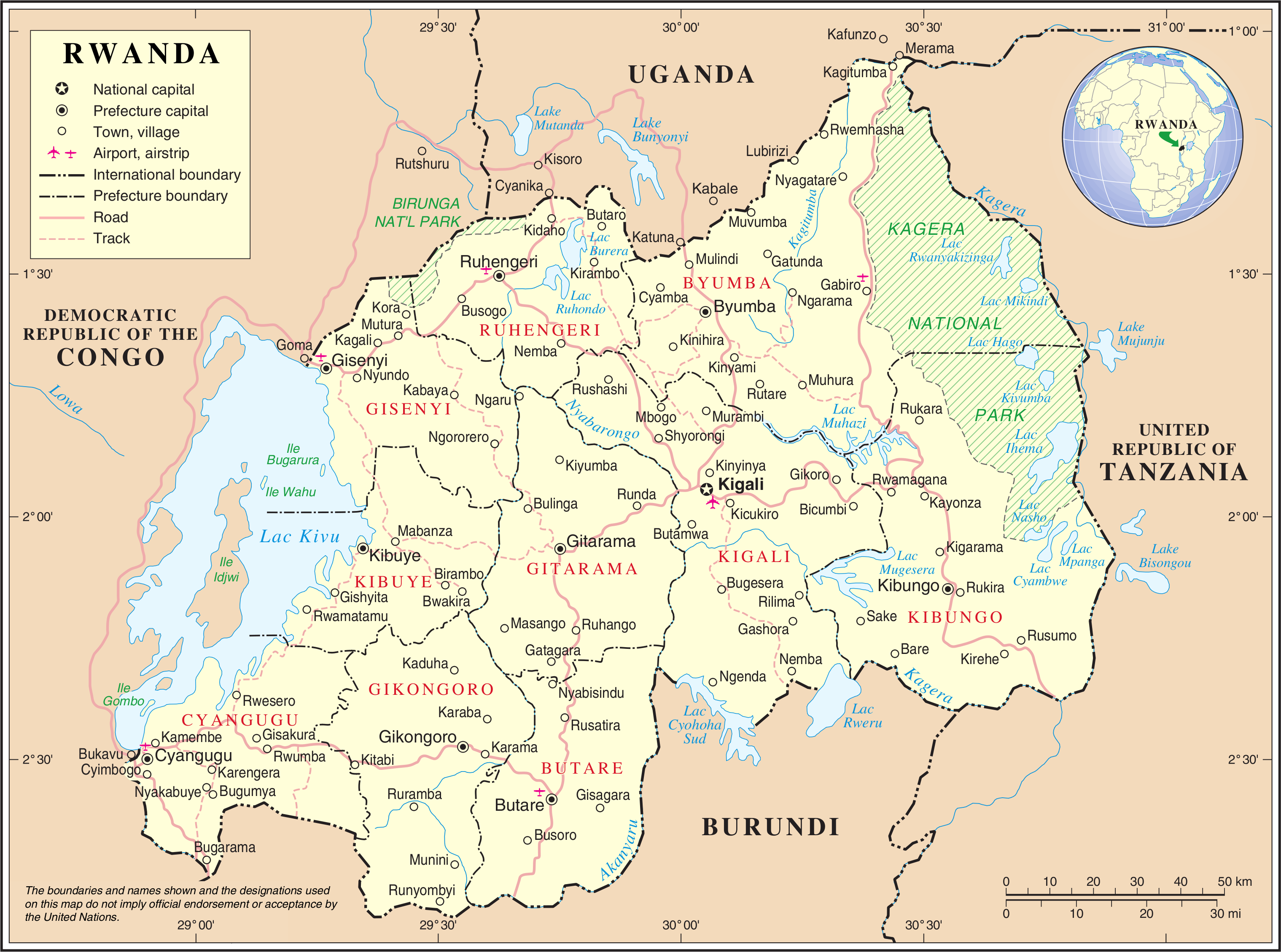

Ruanda es troba a l'Àfrica central, a l'est de la República Democràtica del Congo, amb les coordenades2° 00′ S, 30° 0′ E / 2.000°S,30.000°E.

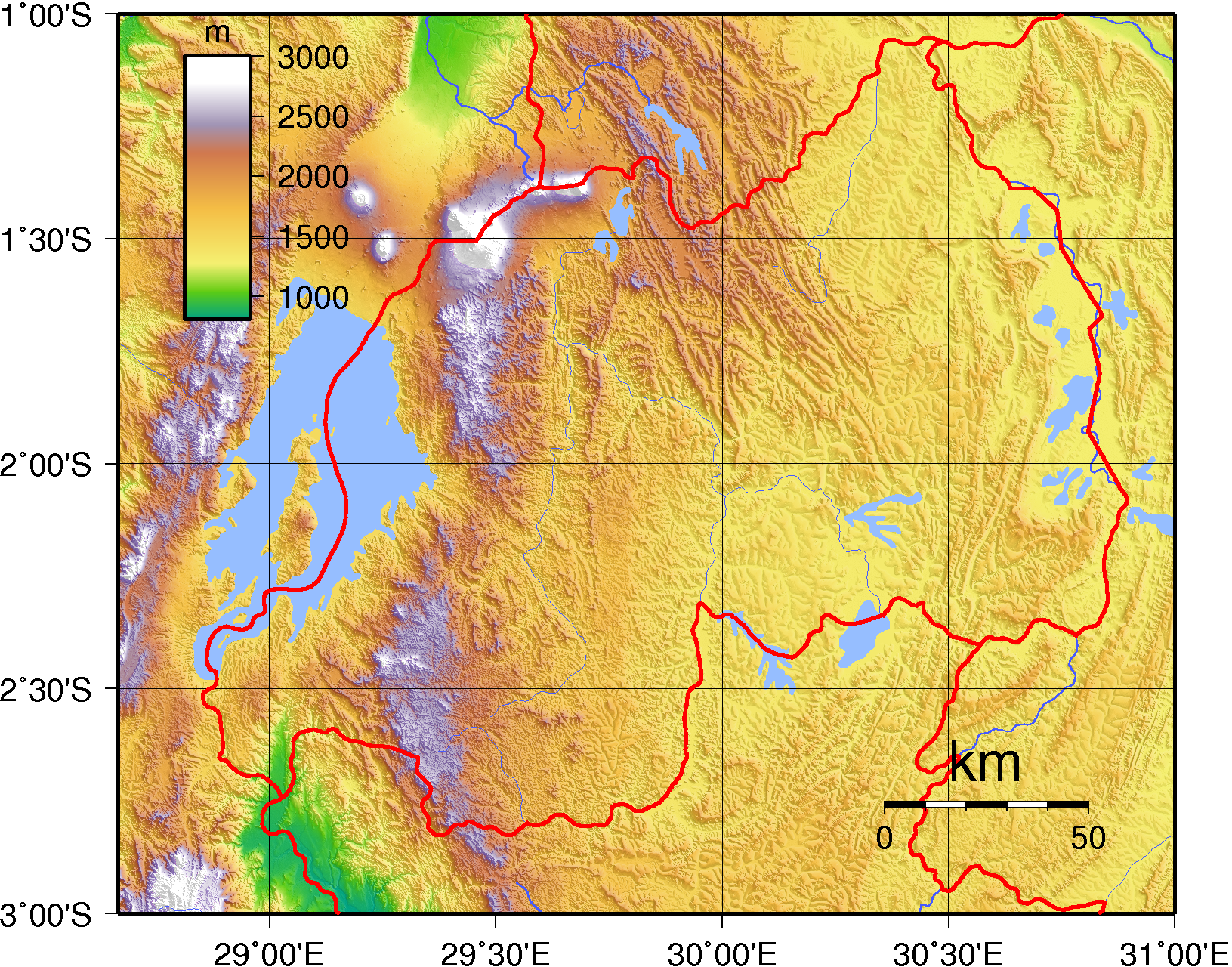
Topografia de Ruanda

Amb 26.338 km², Ruanda ocupa el lloc 149 del món en superfície. En superfície és comparable a Haití o a l'estat estatunidenc de Massachusetts. La totalitat del país es troba en una gran altitud: el punt més baix és el riu Rusizi a 950 metres per sobre del nivell del mar.
Ruanda es troba a l'Àfrica Central i Oriental, i té frontera amb la República Democràtica del Congo a l'oest, Uganda al nord, Tanzània a l'est i Burundi al sud. Es troba a pocs graus al sud de l'equador i és un estat sense litoral. La capital, Kigali, es troba vora el centre de Rwanda.

## Trets geogràfics principals
La divisòria entre les principals conques del riu Congo i del riu Nil va de nord a sud de Ruanda, amb al voltant del 80 per cent de la zona del país desembocant al Nil i un 20 per cent al Congo a través del riu Rusizi. El riu més llarg del país és el Nyabarongo, que s'eleva al sud-oest, flueix cap al nord, est i sud-est fusionant-se amb l'Akanyaru per formar l'Akagera; l'Akagera flueix pel nord al llarg de la frontera oriental amb Tanzània. El Nyabarongo-Akagera eventualment desemboca al Llac Victòria, i la seva font al bosc de Nyungwe és un contendent per la font del Nil.

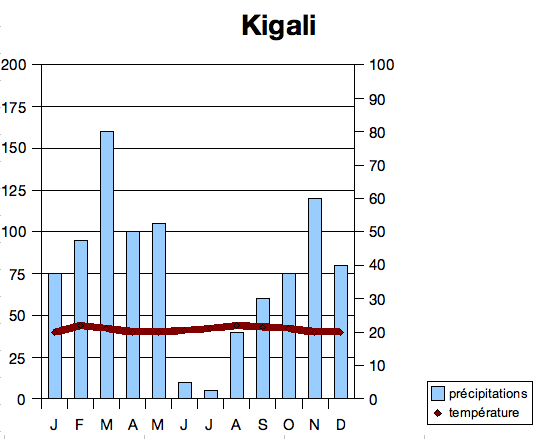
Diagrama climàtic de Kigali

Ruanda té molts llacs, el més gran és el llac Kivu. Aquest llac ocupa el sòl de la falla Albertina al llarg de la major part de la longitud de la frontera occidental de Ruanda i amb una profunditat màxima de 480 metres, és un dels vint llacs més profunds del món. Altres llacs considerables són el Burera, Ruhondo, Muhazi, Rweru, i Ihema, l'últim és el més gran d'una cadena de llacs a les planes orientals del Parc Nacional d'Akagera.
Les muntanyes dominen Ruanda central i occidental. Aquestes muntanyes formen part de les muntanyes de la falla Albertina que flanquegen la branca Albertina del Rift d'Àfrica Oriental. Aquesta branca corre de nord a sud al llarg de la frontera occidental de Ruanda. Els punts més alts es troben a la cadena volcànica Virunga al nord-oest; aquests inclouen el Karisimbi, el punt més alt de Ruanda, a 4.507 m.
Aquesta secció occidental de Ruanda, que es troba dins de l'ecoregió selva montana de la falla Albertina, té una elevació de 1.500 m a 2.500 m. El centre del país és predominantment turons, mentre que la regió fronterera oriental està formada per sabana, planes i pantans.
Ruanda té un clima tropical temperat, amb temperatures més baixes que les típiques dels països equatorials a causa de la seva alta elevació. Kigali, al centre del país, té una amplitud tèrmica diària típica d'entre 12 °C i 27 °C, amb poques variacions al llarg de l'any. Hi ha algunes petites variacions de temperatura al llarg del país; el muntanyós oest i nord és generalment més fred que l'est més baix.
Hi ha dues estacions de pluges durant l'any. La primera passa de febrer a juny i la segona de setembre a desembre. Estan separades per dues estacions seques: la major de juny a setembre, durant la qual sovint no hi ha pluja, i una més curta i menys severa de desembre a febrer. La precipitació varia geogràficament, amb l'oest i el nord-oest del país que rep més precipitació anualment que l'est i el sud-est.

## Geografia política
Ruanda fa frontera amb Burundi durant 290 km, la República Democràtica del Congo durant 217 km, Tanzània durant 217 km, i Uganda durant 169 km.

## Geografia física
Ruanda té una àrea de 26.000 quilòmetres quadrats, dels quals el 3 per cent és aigua.

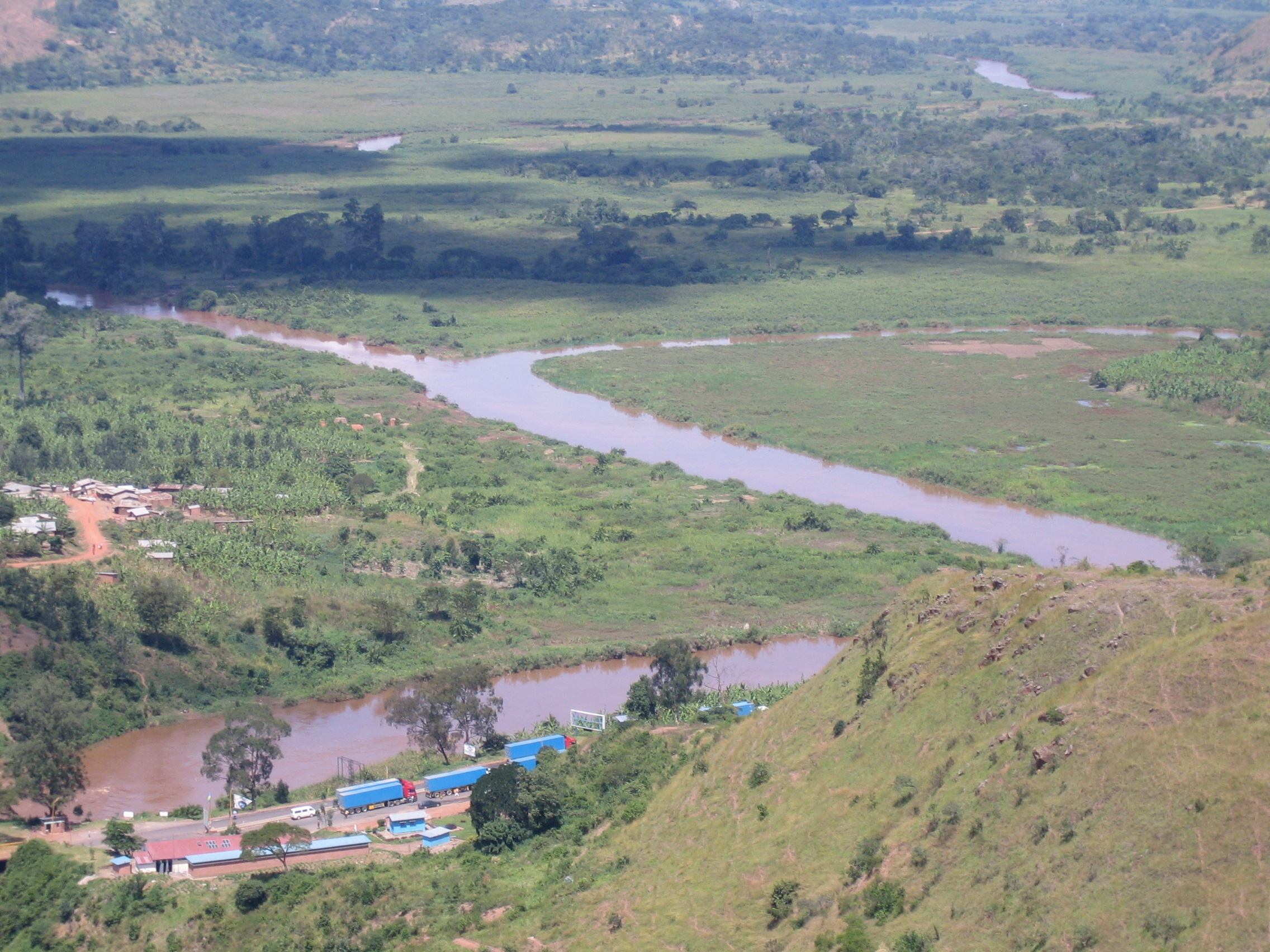
Els rius Kagera i Ruvubu, part de l'alt Nil

### Clima
Tot i que Ruanda es troba a només dos graus al sud de l'equador, l'alta elevació de Ruanda fa que el clima sigui temperat. La temperatura mitjana diària prop del llac Kivu, a una altitud de 1.463 metres és de 22,8 °C. Durant les dues estacions plujoses (febrer-maig i setembre-desembre), es produeixen dies de pluja abundant, alternant amb un clima assolellat. Les mitjanes de pluja anual són de 800 mm i generalment són més altes a les muntanyes occidentala i nord-occidentala que a les sabanes orientals.
| Paràmetres climàtics mitjans de Kigali, Ruanda | Paràmetres climàtics mitjans de Kigali, Ruanda | Paràmetres climàtics mitjans de Kigali, Ruanda | Paràmetres climàtics mitjans de Kigali, Ruanda | Paràmetres climàtics mitjans de Kigali, Ruanda | Paràmetres climàtics mitjans de Kigali, Ruanda | Paràmetres climàtics mitjans de Kigali, Ruanda | Paràmetres climàtics mitjans de Kigali, Ruanda | Paràmetres climàtics mitjans de Kigali, Ruanda | Paràmetres climàtics mitjans de Kigali, Ruanda | Paràmetres climàtics mitjans de Kigali, Ruanda | Paràmetres climàtics mitjans de Kigali, Ruanda | Paràmetres climàtics mitjans de Kigali, Ruanda | Paràmetres climàtics mitjans de Kigali, Ruanda |
| Mes                                            | Gen.                                           | Feb.                                           | Mar.                                           | Abr.                                           | Mai.                                           | Jun.                                           | Jul.                                           | Ago.                                           | Set.                                           | Oct.                                           | Nov.                                           | Des.                                           | Anual                                          |
| ---------------------------------------------- | ---------------------------------------------- | ---------------------------------------------- | ---------------------------------------------- | ---------------------------------------------- | ---------------------------------------------- | ---------------------------------------------- | ---------------------------------------------- | ---------------------------------------------- | ---------------------------------------------- | ---------------------------------------------- | ---------------------------------------------- | ---------------------------------------------- | ---------------------------------------------- |
| Temperatura diària màxima °C (°F)              | 26,9 (80,4)                                    | 27,4 (81,3)                                    | 26,9 (80,4)                                    | 26,2 (79,2)                                    | 25,9 (78,6)                                    | 26,4 (79,5)                                    | 27,1 (80,8)                                    | 28,0 (82,4)                                    | 28,2 (82,8)                                    | 27,2 (81)                                      | 26,1 (79)                                      | 26,4 (79,5)                                    | 26,9 (80,4)                                    |
| Temperatura diària mínima °C (°F)              | 15,6 (60,1)                                    | 15,8 (60,4)                                    | 15,7 (60,3)                                    | 16,1 (61)                                      | 16,2 (61,2)                                    | 15,3 (59,5)                                    | 15,0 (59)                                      | 16,0 (60,8)                                    | 16,0 (60,8)                                    | 15,9 (60,6)                                    | 15,5 (59,9)                                    | 15,6 (60,1)                                    | 15,7 (60,3)                                    |
| Precipitació total mm (polzades)               | 76,9 (3)                                       | 91,0 (3,6)                                     | 114,2 (4,5)                                    | 154,2 (6,1)                                    | 88,1 (3,5)                                     | 18,6 (0,7)                                     | 11,4 (0,4)                                     | 31,1 (1,2)                                     | 69,6 (2,7)                                     | 105,7 (4,2)                                    | 112,7 (4,4)                                    | 77,4 (3)                                       | 950,9 (37,4)                                   |
| Font: World Meteorological Organization        |                                                |                                                |                                                |                                                |                                                |                                                |                                                |                                                |                                                |                                                |                                                |                                                |                                                |

### Recursos naturals
Rwanda posseeix els següents recursos naturals:
- or
- cassiterita
- wolframita
- coltan
- metà
- hidroelèctrica
- cafè
- te
- terra cultivable
- fesols

L'ús de la terra a Ruanda es deu principalment a terrenys cultivables i altres propòsits. 40 km² de terra a Ruanda és regadiu. A la taula següent es descriu l'ús del sòl a Ruanda en 2011.
| Ús                  | Percentatge d'àrea |
| ------------------- | ------------------ |
| Terra cultivable    | 46.32              |
| Collites permanents | 9.49               |
| altres              | 44.19              |